# Mohammad Bijeh
Mohammad Bijeh (Perzisch: محمد بيجه) 1987 – Pakdasht, 16 maart 2005) was een Iraanse seriemoordenaar die ten minste 31 jongens van acht tot vijftien jaar oud verkrachtte en vermoordde tussen maart en september 2004. Hij werd veroordeeld tot 100 zweepslagen, gevolgd door de doodstraf door ophanging. Hij kreeg van de media de bijnaam "De Woestijnvampier van Teheran".

## Werkwijze
Bijeh lokte samen met handlanger Ali Baghi jonge jongens de woestijn in, onder het voorwendsel dat ze op dieren gingen jagen. Daar aangekomen werden ze vergiftigd of bewusteloos geslagen, waarna Bijeh zich aan ze vergreep en doodde. Het totale aantal slachtoffers ligt naar verwachting hoger dan het aantal waarvoor het tweetal bestraft werd.
Baghi werd voor zijn aandeel veroordeeld tot 100 zweepslagen en vijftien jaar gevangenisstraf. Bijeh werd op 16 maart 2005 voor een woedend publiek van ongeveer 5000 mensen in Pakdasht (Teheran) van zijn shirt ontdaan en aan een ijzeren paal geboeid. Na het ontvangen van de lijfstraf wist een oudere broer van slachtoffer Rahim Younessi hem te steken. Vervolgens mocht moeder Milad Kahani van een ander slachtoffer de strop om Bijehs nek doen, voordat hij door een hijskraan werd opgetakeld. Daardoor stikte hij langzaam, in plaats van sneller te sterven met een gebroken nek.